# Diana Hacıyeva

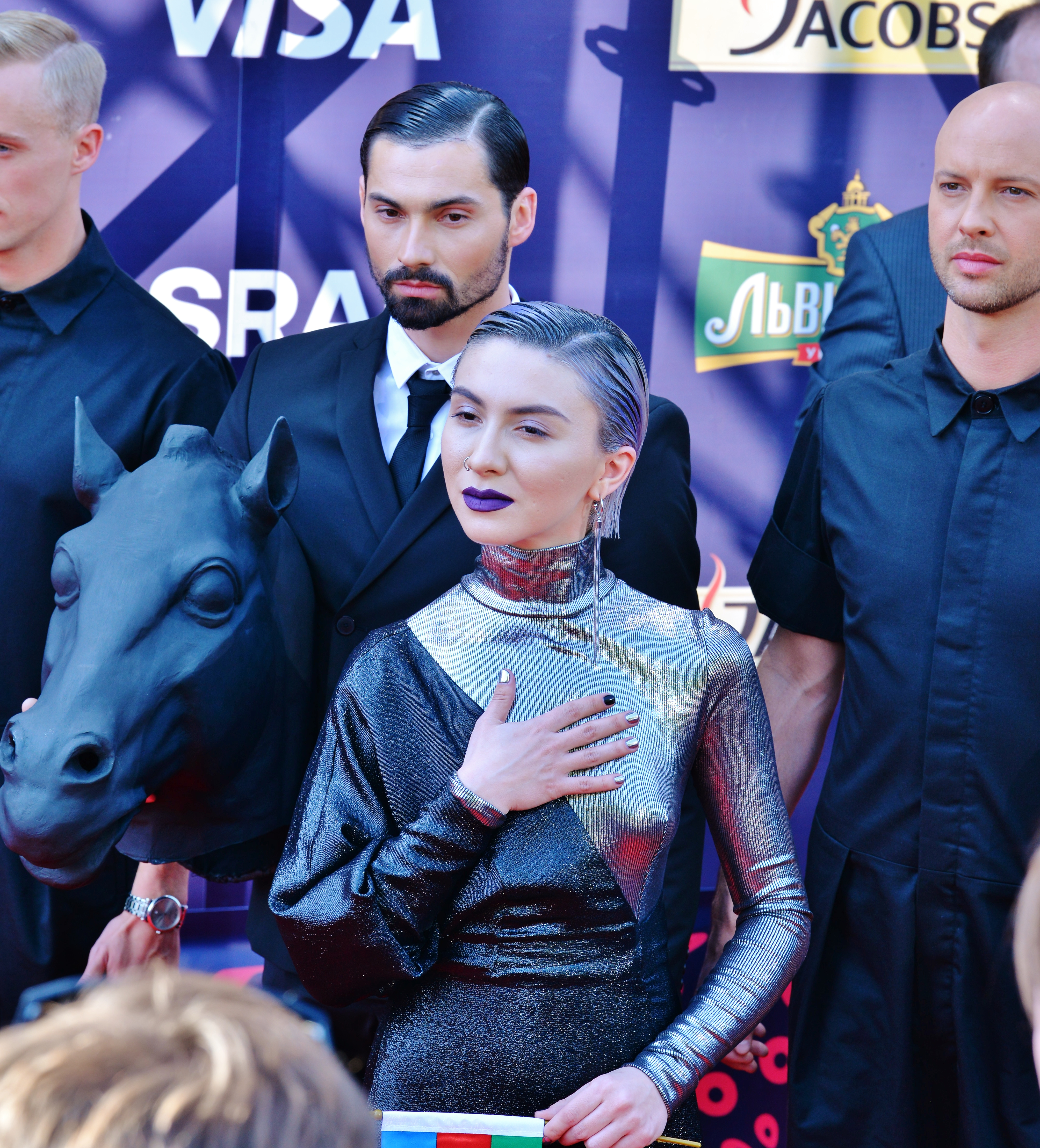
Diana Hajiyeva (Dihaj), 2017

Diana Hacıyeva (auch bekannt unter ihrem Künstlernamen Dihaj; * 13. Juni 1989 in Mariupol, Ukrainische SSR, Sowjetunion) ist eine aserbaidschanische Singer-Songwriterin und Komponistin.

## Karriere
Diana Hacıyeva wurde 1989 in der Stadt Mariupol, Teil der heutigen Ukraine, geboren. Sie erlangte einen Abschluss als Chordirigentin an der Musikakademie Baku. Kurze Zeit später gründete sie die Band DIHAJ, deren Name eine Abkürzung des im englischen Sprachraum verwendeten Namens Diana Hajiyeva ist. Mit der Band trat sie als Sängerin mit einem Schlagzeuger und einem Gitarristen begleitet auf.
2011 nahm Hacıyeva am aserbaidschanischen Vorentscheid zum Eurovision Song Contest Milli Seçim Turu teil, wo sie in ihrer Vorrunde auf dem vierten Platz ausschied.
Beim Eurovision Song Contest 2016 begleitete sie Səmra Rəhimli als Backgroundsängerin.
Am 5. Dezember 2016 wurde sie intern von İTV ausgewählt, Aserbaidschan beim Eurovision Song Contest 2017 zu vertreten. Im Finale erreichte sie mit dem Lied Skeletons Platz 14.

## Diskografie
Singles
- 2014: I Break Again
- 2015: Gecələr keçir
- 2016: Complain
- 2016: Eşqini aşagı sal
- 2017: Skeletons